# Usambarajanfrederik
De usambarajanfrederik (Sheppardia montana) is een zangvogel uit de familie Muscicapidae (vliegenvangers). Het is een bedreigde, endemische vogelsoort in Tanzania.

## Kenmerken
De vogel is 13 cm lang. Het is een kleine, onopvallende vogel die op een roodborst lijkt. De vogel heeft geen opvallende kenmerken, van boven bruin, naar de staart toe min of meer roodbruin. Van onder is de vogel vuilwit met grijze tot bruinachtige flanken.

## Verspreiding en leefgebied
Deze soort is endemisch in noordoostelijk Tanzania in het westen van het Usambaragebergte. Het leefgebied is de ondergroei van montaan bos boven de 2000 m boven zeeniveau.

## Status
De usambarajanfrederik heeft een beperkt verspreidingsgebied en daardoor is de kans op uitsterven aanwezig. De grootte van de populatie werd in de jaren 1980 door BirdLife International geschat op 28.000 individuen en de populatie-aantallen nemen af door habitatverlies. Het leefgebied wordt aangetast door de aanleg van productiebossen en het bedrijven van zwerflandbouw. Een gebied dat als natuurreservaat was aangewezen wordt geteisterd door bosbranden. Om deze redenen staat deze soort als bedreigd op de Rode Lijst van de IUCN.